# Belagerung von Harfleur
Die Belagerung von Harfleur begann am 18. August und endete am 22. September 1415, als die Stadt gegenüber den Engländern kapitulierte. Die Belagerung von Harfleur bildete den Auftakt für den Feldzug des englischen Königs Henry V. durch Nordfrankreich im Jahre 1415 und war Teil des Hundertjährigen Krieges.

## Invasion und Vorbereitungen
Am Dienstag, dem 13. August 1415 landete Henry V. bei Chef-de-Caux an der Mündung der Seine. Er ließ Harfleur unverzüglich mit 2000 Gewappneten und 6000 Bogenschützen angreifen. Die aus 100 Mann bestehende französische Garnison von Harfleur war zuvor mit zwei erfahrenen Rittern, Jean d’Estouteville und Raoul de Gaucourt, welche mit weiteren 300 Gewappneten eingetroffen waren, verstärkt worden.

## Belagerung
Am 18. August ließ Thomas of Lancaster, 1. Duke of Clarence einen Teil der Armee ein weiteres Lager auf der östlichen Seite der Stadt errichten. Die Stadt war damit vollständig abgeriegelt. Kurz darauf wurde ein französischer Versorgungskonvoi mit Schießpulver und -waffen, Bögen und Armbrüsten abgefangen.
Über die Belagerung selbst ist relativ wenig bekannt, aber sie scheint sich an dem üblichen Muster einer mittelalterlichen Belagerung orientiert zu haben. Nachdem die Stadtmauern durch das Feuer aus den zwölf mitgeführten englischen Kanonen und diversen weiteren Belagerungswaffen stark beschädigt worden waren, ließ Henry einen Sturmangriff vorbereiten. Dieser sollte genau einen Monat, nachdem die Stadt eingeschlossen worden war, erfolgen. Die beiden französischen Stadtkommandanten erbaten allerdings zuvor eine Unterhandlung mit den Engländern. Dabei kam man überein, dass die Stadt an die Engländer übergeben werden sollte, wenn nicht bis zum 23. September eine französische Entsatzarmee eintreffen würde. Als dies nicht geschah, ergab sich die Stadt schließlich am Abend des 22. Septembers den Engländern. Die beiden Ritter wurden gegen Ehrenwort freigelassen, um ein Lösegeld für ihre Freilassung aufzutreiben. Die Bewohner der Stadt mussten Henry Gefolgschaft schwören und durften im Übrigen dort bleiben. Die verbliebenen und nicht ortsansässigen Männer der französischen Garnison wurden zum Abzug gezwungen.

## Folgen
Während der Belagerung war die englische Armee schwer von der Ruhr getroffen worden, die auch später weiter in der Armee grassierte. Henry ließ eine kleine Garnison in der Stadt zurück und verließ mit der restlichen Armee Harfleur am 8. Oktober 1415. Sein Ziel war die Stadt Calais, die er hoffte durch eine unbeobachtete, schnelle Überquerung der Somme erreichen zu können. Dies schlug fehl, und so musste sich Henry schließlich bei Azincourt einer Übermacht der französischen Armee stellen.